# Antonia Bañuelos
Antonia (de) Bañuelos-Thorndike (Marquesa de Alcedo; Rome, 1856 - 1926) was een Spaanse kunstschilderes.

## Biografie
Antonia Bañuelos werd in 1856 geboren in Rome en woonde de meeste tijd van haar leven in Parijs. Ze was de dochter van de graaf van Bañuelos en een leerling van Charles Joshua Chaplin.
Op de Expositie van Parijs van 1878 trokken verschillende portretten van haar de aandacht, waaronder een zelfportret. Op de expositie van 1880 exposeerde ze De gitaarspeler. Haar werken De kleine vissers en Studie van een lachende baby werden opgenomen in het boek Women Painters of the World uit 1905.

## Galerij

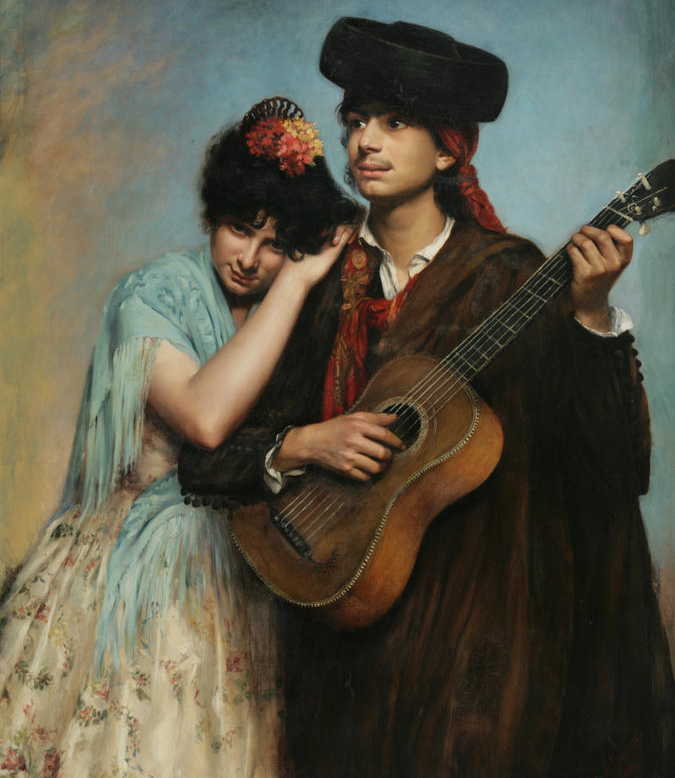
De gitaarspeler, 1880
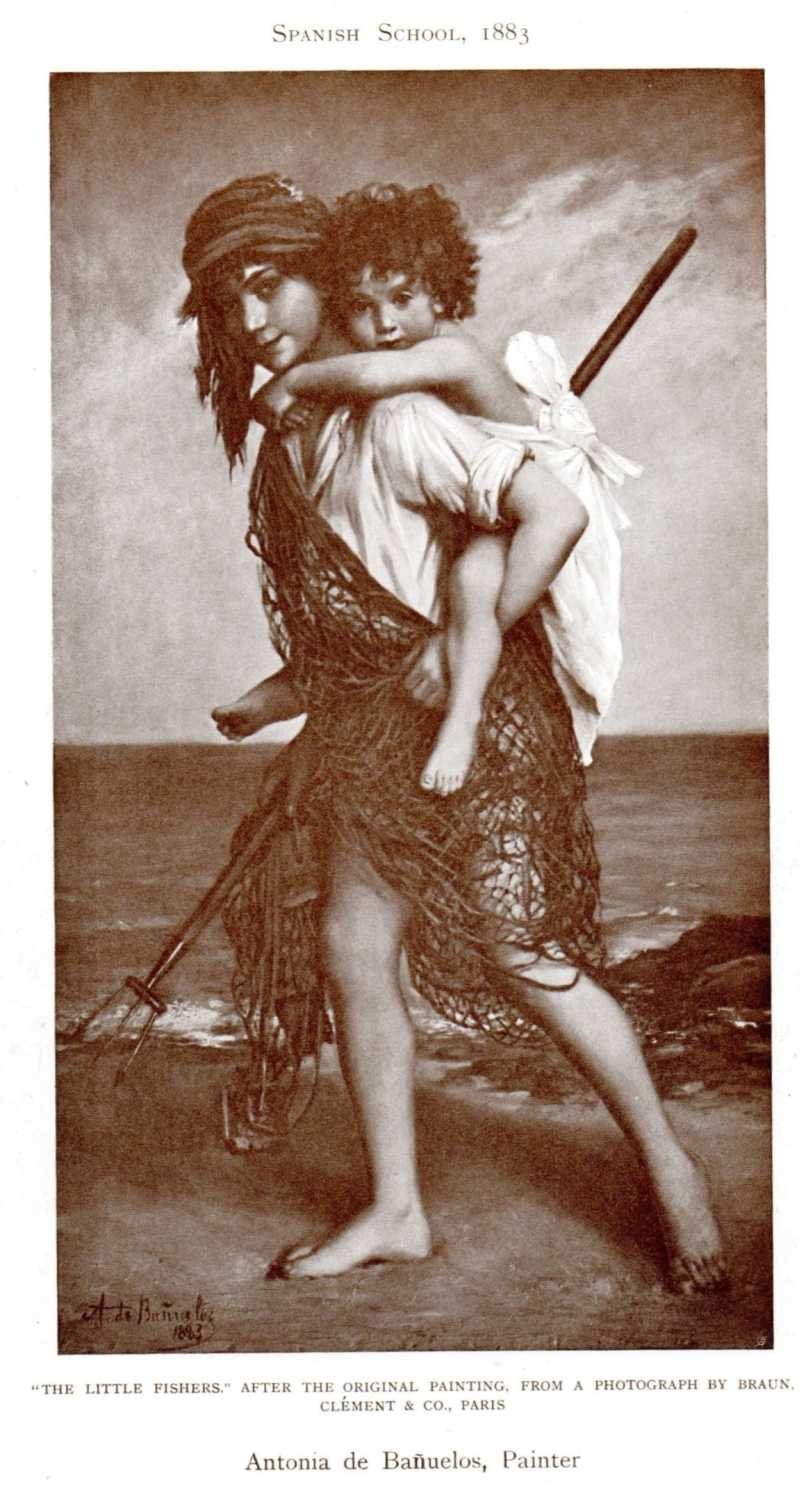
De kleine vissers, 1883
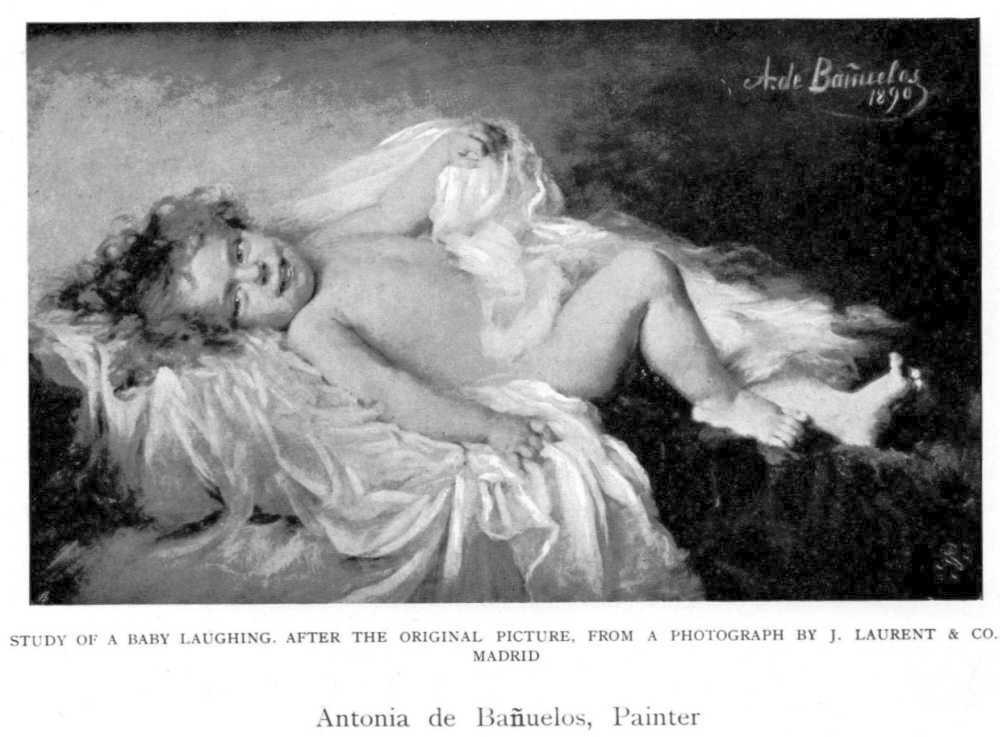
Studie van een lachende baby, 1890

- RKD-Nederlands Instituut voor Kunstgeschiedenis: 4242
- Union List of Artist Names: 500035301
- Virtual International Authority File: 95900437